# Haliclona bombensis
Haliclona bombensis är en svampdjursart som beskrevs av Mothes och Lerner 1994. Haliclona bombensis ingår i släktet Haliclona och familjen Chalinidae. Inga underarter finns listade i Catalogue of Life.